# Carles V del Sacre Imperi Romanogermànic
Carles V del Sacre Imperi Romanogermànic (Gant, comtat de Flandes, Països Baixos dels Habsburg, Països Baixos espanyols, 24 de febrer de 1500 - Monestir de Yuste (Cuacos de Yuste, municipi), Càceres, 21 de setembre de 1558), també conegut abans del seu ascens com a Carles de Gant, fou emperador del Sacre Imperi Romanogermànic (1519-1556), rei de Castella i Lleó, rei d'Aragó, rei de València, rei de Mallorca i Sicília i comte de Barcelona; rei de Nàpols (1516-1554); arxiduc d'Àustria (1519-1522); i, finalment, príncep d'Astúries (1504-1516).
Fou fill de reina Joana la Boja i Felip el Bell, i net per via paterna de Maximilià I i Maria de Borgonya (dels quals heretà els Països Baixos, els territoris austríacs i el dret al tron imperial) i per via materna dels Reis Catòlics (dels quals heretà Castella, Navarra, les Illes Canàries, les Índies, Nàpols, Sicília i Aragó).

## Orígens familiars
Segon fill de la reina Joana la Boja i Felip el Bell, va néixer el 24 de febrer de 1500 a Gant.
El 1506 fou designat hereu del seu pare, el qual morí per febres aquell mateix any, mentre que el 1504 ja havia estat nomenat hereu de la seva mare amb el títol de príncep d'Astúries, la qual embogí a la mort del seu espòs. Fins al 1516 tingué la regència del seu avi Ferran el Catòlic.

## Biografia
A principis de 1506 Felip i Joana van tornar a la península Ibèrica per reclamar la corona, ja que la reina Isabel I de Castella havia mort. Van regnar poc temps perquè Felip va morir al setembre d'aquell mateix any, i Joana va ser tancada pel seu pare Ferran al convent de Tordesillas argüint que estava boja. Carles fou designat hereu, però a causa de la seva menor edat el seu avi Maximilià I d'Habsburg va prendre la regència dels Països Baixos, i al cap de poc temps la va cedir a la seva filla Margarida d'Àustria, junt amb el tutela de Carles i els seus germans. L'educació del jove Carles va ser tota feta al comtat de Flandes, basada per tant en la cultura flamenca.
El 5 de gener del 1515 Guillem de Croy va aconseguir que l'emperador Maximilià declarés la majoria d'edat de Carles. Els Estats Generals van nomenar-lo senyor dels Països Baixos. Així va acabar la regència de la seva tia, Margarida, però qui veritablement tenia les regnes del govern era el senyor de Chièvres, home de tota la seva confiança. Aquell mateix any, Adrià d'Utrecht va viatjar a Espanya per assegurar-se que el rei Ferran el Catòlic no li donava la corona de Castella i Aragó a Ferran I d'Habsburg, el qual havia estat tota la seva vida al seu costat i era el seu net preferit. Poc abans de la seva mort encara volia fer rei a Ferran en comptes de Carles, però els seus consellers el van fer canviar d'opinió.
Al maig, els tres estaments del Regne de Navarra, reunits per requeriment del virrei Antoni Manrique de Lara, van jurar fidelitat a Carles com a rei i senyor natural.
Carles va consolidar-se com a rei gràcies al reconeixement del papa Lleó X en la butlla Pacificus et aeternum de l'1 d'abril del 1517. Va embarcar cap a la península ibèrica el 8 de setembre del 1517. El 4 de novembre va visitar breument la seva mare, la reina Joana, dita la Boja. Allí el senyor de Chièvres va obtenir de la reina l'acta on reconeixia al seu fill Carles que governés en nom seu. D'aquesta manera es donava aparença de legitimitat a la presa de poder de Carles. Quan estava a Valladolid va rebre la notícia que el cardenal Cisneros havia mort, de manera que deixava el camí obert al govern de Castella.
El 9 de febrer del 1518 les Corts de Castella, junt amb la seva mare Joana, a Valladolid van fer jurament a Carles com a rei. En aquest acte també li van concedir 600.000 ducats i a més les
Corts van fer un seguit de peticions al nou rei, entre les quals destacaven:
- Que aprengués el castellà.
- Que no concedís nomenaments a estrangers.
- La prohibició de la sortida de metalls preciosos i cavalls de Castella.
- Que tractes més respectuosament a la seva mare Joana, reclosa a Tordesillas.

El 29 de juliol va ser jurat per les Corts d'Aragó com a rei d'Aragó i Joana era reconeguda com a reina però, en estar incapacitada, els seus títols van quedar només com a nominals. Li van entregar a Carles 200.000 lliures.
El 16 de maig del 1519 Carles va ser jurat, junt amb Joana, com a rei per les Corts de Catalunya. Quant a diners, li van donar 300.000 lliures el 1520. El 12 de gener del 1519 va morir Maximilià I i Carles va ser escollit a Frankfurt del Main com a rei dels Romans, cosa que el va convertir en el sobirà del Sacre Imperi Romanogermànic.
Rere aquest llarg procés que va durar anys, Carles va esdevenir el primer monarca a ostentar les corones de Castella, Aragó i Navarra, fet que per a alguns historiadors el converteixen en el primer monarca de la futura Espanya.

## L'Imperi de Carles I

Possessions de Carles V en 1519
Castella
Aragó
Possessions borgonyones
Àustria
Sacre Imperi Romà

Carles V va rebre quatre herències per part dels seus avis: els materns Ferran II el Catòlic i Isabel I de Castella, i els paterns: Maximilià I, emperador romanogermànic i Maria de Borgonya
- De Ferran II el Catòlic: la Corona d'Aragó, el Regne de Nàpols, Sardenya i Sicília.
- D'Isabel I de Castella: el regne de Castella i Lleó, el Regne de Navarra, les illes Canàries, les places del Nord d'Àfrica, els territoris americans i el regne de Granada.
- De Maximilià I, emperador romanogermànic: Àustria i els drets de la corona imperial.
- De Maria de Borgonya: Borgonya, Artois, Luxemburg, els Països Baixos, Flandes, el Franc Comtat.

Tant a la Corona d'Aragó com a Castella, Carles I va haver d'acceptar un cogovern teòric amb la seva mare Joana la Boja, la qual, però, a causa de la seva suposada alienació mental, va viure allunyada del govern dels regnes, reclosa a Tordesillas.
Per mantenir tot aquest imperi, Carles V i els seus successors van haver de fer llargues i costoses guerres durant els seus respectius regnats. També les guerres i l'absorció de totes les riqueses que arribaven d'Amèrica, van provocar l'esgotament i decadència de Castella.

## Interregne
Ferran II, al morir el 22 de gener de 1516, conscient que el seu successor Carles trigaria encara anys a arribar a la península Ibèrica fins a acabar la seva formació, va nomenar el seu fill natural Alfons d'Aragó regent dels regnes de la Corona d'Aragó i al Cardenal Cisneros, regent de Castella, fins a l'arribada a la península de Carles, que no es va produir fins al 19 de setembre de 1517. Durant l'interregne es produïren molts conflictes socials a causa de l'absència d'una autoritat clara.

## Núpcies i descendents
Es va casar a Sevilla el 10 de març de 1526 amb la seva cosina Isabel de Portugal, filla del rei Manuel I de Portugal i Maria d'Aragó, filla dels Reis Catòlics. D'aquesta unió nasqueren:
- l'infant Felip II de Castella (1527-1598)
- la infanta Maria d'Espanya (1528-1603), casada el 1548 amb l'emperador Maximilià II, emperador romanogermànic
- la infanta Isabel d'Habsburg (1529-?), morta jove
- l'infant Ferran d'Habsburg (1530)
- la infanta Joana d'Habsburg (1537-1573), casada el 1552 amb l'infant Joan de Portugal, fill de Joan III de Portugal
- l'infant Joan d'Habsburg (1538-?), mort jove
- l'infant Ferran d'Habsburg (1539)

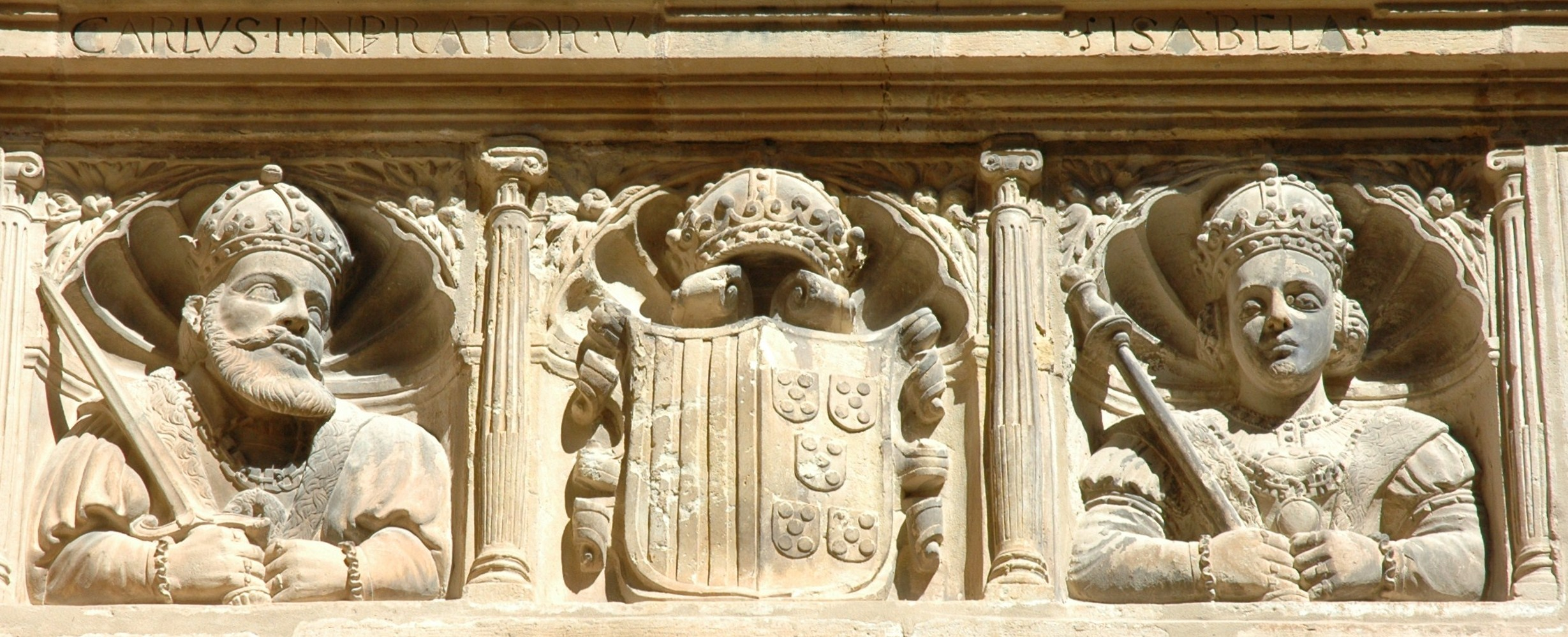
Carles i Isabel als Reials Col·legis de Tortosa

Tingué diversos fills il·legítims, entre els quals:
- Margarida de Parma (1522-1586), governadora dels Països Baixos
- Joan d'Habsburg i Blomberg (1547-1578), fill de Bàrbara Blomberg.[1] Militar i artífex de la victòria a la batalla de Lepant de 1571, i reconegut com a fill legítim pel testament de Carles I.

## Política a la península
Carles V va ser educat a Flandes fins que el 1517, amb disset anys, va traslladar-se a Castella per governar. Per la seva educació fora de Castella i venint amb una cort estrangera, de seguida es va trobar amb l'oposició de la noblesa davant el seu ascens al tron: a les primeres corts (Valladolid, 1518), els nobles li van exigir un jurament de respecte a les lleis del regne.

### Revolta de les Comunitats de Castella
El 1519, després de la mort de Maximilià I d'Àustria, el seu avi, Carles hagué de demanar a les ciutats un impost extraordinari per fer front a les despeses ocasionades per l'accés a la dignitat imperial alemanya. Aquesta petició va ser la que va provocar la revolta de les Comunitats de Castella protagonitzada sobretot per classes urbanes, comerciants, artesans i petita noblesa de la majoria de ciutats de Castella. Juan de Padilla, Juan Bravo i Pedro Maldonado van ser els dirigents dels comuners, que foren derrotats el 1521 a Villalar de los Comuneros i tots ells executats.

### Revolta de les Germanies
A la corona d'Aragó, els primers anys del regnat de Carles I, el Regne de València i el Regne de Mallorca. van ser els regnes de més conflicte social, perquè estaven afectats per un malestar social i una crisi econòmica. A València, aquest moviment, anomenat la revolta de les Germanies, es va iniciar el 1519 per la falta de direcció del país, ja que els dirigents n'havien marxat per por de la pesta. Representants de les classes populars van crear la Junta dels Tretze i van assumir el poder municipal. Del 1521 al 1523 va ser la fase més radical d'aquesta revolta, quan s'hi van afegir els camperols que, dirigits per Vicent Peris, van aconseguir ocupar el castell de Xàtiva i derrotar els senyors de Gandia al sud. No obstant això, van ser vençuts (a València el 1521, i a Xàtiva i Alzira el 1522) i durament reprimits per Germana de Foix. Al nord no van durar tant i van ser vençuts per les tropes senyorials. A Mallorca hi va haver un moviment semblant que també tingué una fase de menor intensitat i una de radical dirigida per Joanot Colom, qui va aconseguir que els senyors es repleguessin i els va assetjar. El 1523, però, van ser vençuts a Mallorca per les tropes reials. El 1555, amb la creació del Consell d'Itàlia, va desvincular el Regne de Nàpols de la Corona d'Aragó.

## Política a les altres possessions

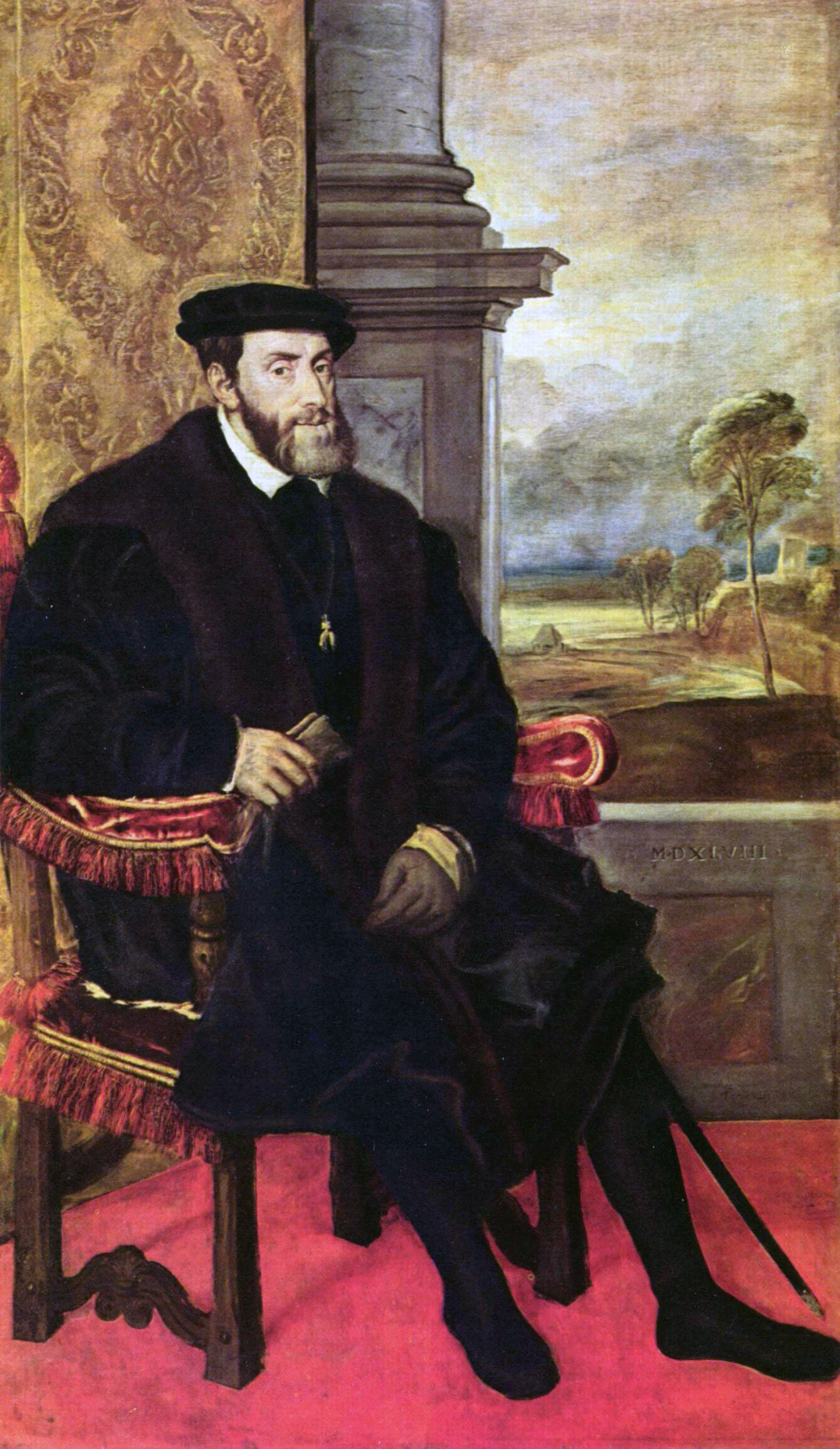
Carles V per Ticià

El 1530, el papa Climent VII el va nomenar emperador del Sacre Imperi com a Carles V. L'imperi turc de Solimà I el Magnífic, amb el suport de Francesc I de França, va ser una gran amenaça per l'imperi de Carles. Del 1529 al 1532, els turcs van assetjar Viena i en la mediterrània assetjaven els vaixells hispànics. En la política exterior, a Carles I se li plantejaven greus problemes a causa de la gran extensió del seu Imperi. Mentre que ell volia l'aliança dels sobirans cristians sota l'hegemonia de l'emperador alemany i amb l'ajut del pontificat, el Regne de França no hi va estar d'acord, com tampoc els prínceps alemanys ni el papat. Per tant, ell tot sol va haver de fer front a l'expansió de l'Imperi Otomà, que amenaçava Europa.

### Guerres d'Itàlia
Carles V va mantenir vint-i-cinc anys de guerra amb Francesc I de França. La primera guerra va iniciar-se el 1521 i finalitzà el 1526, a causa de disputes territorials a Navarra i a Itàlia, l'elecció de Carles com a emperador del Sacre Imperi Romanogermànic i la necessitat del papa Lleó X d'aliar-se amb Carles per combatre Martí Luter. Els francesos van atacar Flandes i Carles V ocupà el Ducat de Milà, i la guerra va acabar amb la derrota a la batalla de Pavia, on Francesc I va ser capturat i va signar el tractat de Madrid de 1526 la renuncia als seus drets sobre els territoris italians i de Flandes en favor de Carles, es comprometia a casar-se la germana de l'emperador, i renunciava a donar suport a Enric II de Navarra per a la recuperació de Navarra, tot i que en quedar en llibertat va trencar les condicions del tractat, i es va reunir amb la Lliga de Cognac i el papa Climent VII esclatant una nova guerra en la que les tropes imperials van saquejar Roma, Francesc va haver de renunciar a intervenir en Itàlia per la Pau de Cambrai i Carles renunciar a les seves pretensions sobre Borgonya. L'imperi turc de Solimà I el Magnífic, amb el suport de Francesc I de França, va ser una gran amenaça per l'imperi de Carles, assetjant Viena i assetjant els vaixells hispànics a la mediterrània, i va organitzar la Jornada de Tunis, el 1535 en la que va prendre Tunis a Oruç Reis i la Jornada d'Alger, en 1541, que va fracassar a causa del mal temps. El 1536 va començar un nou conflicte entre França i l'Imperi dels Habsburg a partir de l'annexió del ducat de Milà a l'Imperi, la que Francesc, aliat amb els protestants alemanys va respondre envaint Savoia, fins que va arribar el seu final amb la treva de Niça fins que el 1542 esclatà una nova guerra El 1544 la Pau de Crepy va posar fi a les lluites entre Carles i Francesc, que es van aliar contra els otomans.
Del 1539 a 1540 es va veure confrontat amb la Rebel·lió de Gant a la seva ciutat natal. Les seves represàlies van ser vehements, va executar vint-i-cinc edils de la ciutat, va suprimir els privilegis i llibertats, i va imposar una processó humiliant de «portadors de dogals» als altres resistents. El 1538 es va firmar la Treva de Niça, fins que el 1542 esclatà una nova guerra El 1544 la Pau de Crepy, que va posar fi a les lluites entre Carles I de Castella i Francesc I, que es van aliar contra els otomans.

### Expansió americana
Durant el regnat de Carles, la corona de Castella va expandir els seus territoris sobre gran part d'Amèrica amb la conquesta de l'Imperi Asteca per Hernán Cortés el 1521, que va prendre el control del govern de Mèxic, del repartiment de les terres als conquistadores i la colonització. No obstant això, els flagrants abusos dels conqueridors van obligar l'emperador Carles a instaurar el 13 de desembre de 1527 la Reial Audiència de Mèxic com a òrgan de govern i administració dels nous territoris i en va ser designat com a president Nuño Beltrán de Guzmán per rellevar Cortés en el govern de la Nova Espanya, que va conquistar l'Imperi purépetxa i els senyorius que formarien el Nuevo Reino de Galícia, a mitjans del segle XVI. Pedro de Alvarado va iniciar la conquesta dels territoris centreamericans que donarien lloc al Regne de Guatemala, arribant a començaments del 1524, i a l'inici de la conquesta, els kaqtxikels s'aliaren amb els conqueridors però aviat s'hi rebel·laren a causa de les excessives exigències tributàries i no es rendiren fins al 1530, mentrestant, cadascun dels altres regnes maies de l'altiplà havia estat derrotat pels espanyols i per llurs guerrers aliats, tant de Mèxic com dels regnes maies prèviament subjugats, però el poble itzá era hostil a la invasió dels espanyols i mantingué la seva independència fins al 1697, quan un atac dels espanyols finalment derrotà l'últim regne maia independent, acabant així amb la conquesta de tot el territori. L'adelantado Francisco de Montejo, en companyia del seu fill i del seu nebot, tots tres del mateix nom, va conquerir la península de Yucatán entre 1527 i 1546, llavors domini dels pobles maies. Després de la mala administració de Nuño de Guzmán, es va adoptar per un virregnat, amb la centralització del poder en el virrei, i el 17 d'abril de 1535 Antonio de Mendoza va ser nomenat primer virrei del Virregnat de Nova Espanya. A partir de llavors es va començar l'extensió dels territoris conquerits, originalment el centre-sud de Mèxic, cap a l'oest i al nord.
La Guerra del Miztón va ser una sèrie d'enfrontaments bèl·lics de diversos pobles indígenes a l'audiència de Nova Galícia que havien estat conquerits pels espanyols, però es van unir per refusar el sotmetiment i es van aixecar en armes contra l'exèrcit espanyol entre 1540 i 1542, i que va acabar amb l'execució dels líders indígenes i posterior judici a Francisco Tenamaztle. Els indígenes es van revoltar de nou en 1547 després que es descobrís plata a Zacatecas i les mines que s'hi van fer van atreure als colonitzadors espanyols.
Francisco Pizarro va obtenir per la Capitulació de Toledo el 1529 la governació de Nova Castella i va iniciar la conquesta de l'Imperi inca pocs dies després que acabés la Guerra Civil inca en 1532 amb la victòria d'Atahualpa, que fou capturat i executat pels espanyols el 26 de juliol de 1533, que van forjar una aliança amb els panaques i ètnies sotmeses pels inques que arribar a Cusco el 15 de novembre de 1533 i van proclamar com a nou inca Manco Inca, amb la intenció de convertir-lo en un rei titella vassall de la corona espanyola.
La Governació de Nova Toledo va ser creada per l'emperador en 1534 per a Diego de Almagro al sud de la governació de Nova Castella, i aquest es va enfrontar als maputxes. Manco Inca va encapçalar una guerra per restaurar l'incanat el 6 de maig de 1536 amb el setge del Cusco, que no va reixir i va haver de retirar-se a les muntanyes de Vilcabamba, on va instal·lar la seu de la monarquia incaica mentre que la resta del territori va ser ocupat pels espanyol. Sense or i amb una situació militar de Almagro incerta tornà al Perú i ocupà Cusco iniciant una guerra civil entre els conquistadors del Perú que va concloure amb la victòria dels Pizarro a la batalla de Las Salinas, l'abril del 1538 i l'execució d'Almagro. Francisco Pizarro, governador del Perú fou assassinat pel seu fill Diego de Almagro el Mozo el 1541. En la lluita que va seguir, Cristóbal Vaca de Castro va derrotar els almagristes a la batalla de Chupas i més tard va ser empresonat per Blasco Núñez Vela, el nou virrei.

Mapa de el primer viatge de circumnavegació mundial (10 d'agost de 1519 - 8 de setembre de 1522).

Pedro de Heredia fundà en 1533 Cartagena d'Índies i el 1538 Gonzalo Jiménez de Quesada va iniciar la colonització del Nou Regne de Granada derrotant els muisques i la seva confederació, a l'actual Colòmbia, fundant les ciutats de Santa Fe de Bogotà, Tunja i Vélez. Els capitans Sebastián de Belalcázar i Francisco de Orellana van partir a la recerca de El Dorado. Belalcázar va fundar el 1534 la ciutat de San Francisco de Quito mentre que Orellana, després de fundar Guayaquil, es va internar a l'Amazònia i va descobrir el riu Amazones. Juan Sebastián Elcano va fer la circumnavegació el 1522, acabant l'expedició que va començar Fernão de Magalhães i assentant les primeres bases de la sobirania espanyola als arxipèlags de les Filipines i les Mariannes.
L'aplicació de les Lleis d'Indies, que prohibien el sistema de l'encomienda i l'esclavitud dels indígenes va provocar l'oposició hostil de Pizarro ja que allò significa que ja no podran utilitzar els indígenes com esclaus. Gonzalo Pizarro i Francisco Carvajal recluten un exèrcit de partidaris amb la intenció de suprimir aquestes lleis i a la batalla d'Añaquito en gener de 1546 les forces reialistes van ser derrotades i Núñez Vela decapitat, consolidant-se el poder de Gonzalo Pizarro al Perú. Tanmateix, el suport per a Gonzalo disminueix quan el nou representant del rei, Pedro de la Gasca, arriba proposant abrogar aquestes noves lleis. La major part de l'exèrcit de Gonzalo deserta just abans de la batalla la més important que hauria determinat el destí de la conquesta i no tenint ja cap suport de l'exèrcit, Gonzalo es rendeix i serà decapitat el 1548. En 1553 Francisco Hernández Girón va encapçalar una rebel·lió i fou derrotat pel nou virrei Melchor Bravo de Saravia el 7 de desembre de 1554 a la batalla de Pucará i executat a Lima.

## Lluita contra el protestantisme

Carles V a Mühlberg, per Ticià

La Monarquia Catòlica o Monarquia Hispànica del rei Carles I es va fer realitat quan el monarca va ser proclamat Emperador del Sacre Imperi sota el nom de Carles V. L'Emperador va prendre uns compromisos, entre d'altres el de convocar reunions o Dietes. El 1521, a la Dieta de Worms, el seu germà Ferran va ser nomenat regent de l'Imperi i va ser ascendit al rang d'arxiduc. Al mateix temps el monjo Martí Luter va ser declarat proscrit, i així es va iniciar l'enfrontament religiós entre catòlics i luterans, posteriorment coneguts com a protestants: els seguidors de la doctrina de Luter es van reunir com a ordes reformades en la Segona Dieta de Speyer de 1529, on van protestar contra la decisió de l'emperador de restablir l'Edicte de Worms, que havia estat suspès en la precedent Dieta de Speyer de 1526.
Carles V, defensor de la unitat religiosa catòlica, va veure distorsionada la seva tasca a causa del luteranisme que estava sorgint a Alemanya, que el 1530, durant la Dieta d'Augsburg li va presentar la Confessió d'Augsburg. El 1531 els protestants formen la lliga d'Esmalcalda i s'alien amb França i Dinamarca en una guerra contra l'emperador, que va respondre amb el Concili de Trento i la Contrareforma. Malgrat que a la Guerra d'Esmalcalda l'emperador va derrotar la Lliga a la batalla de Mühlberg, el maig de 1547, Carles V convocà els estats generals de 1547/48, on va proclamar l'Ínterim d'Augsburg, una mena de compromís entre catolicisme i protestantisme que nogensmenys donava prioritat al catolicisme per tal de reintegrar el moviment luterà a l'Església catòlica i evitar la divisió de la Imperi. Per defensar la seva autonomia, Maurici de Wettin, Guillem el Savi, Albert Alcibíades i el seu cosí Albert I de Prússia van reaccionar amb l'Aliança de Torgau de 1551 mentre les tropes franceses van marxar contra el Rin per ocupar els Tres Bisbats. Després que els prínceps luterans aliats signessin el tractat de Chambord, les seves forces van fer campanya al Tirol i van obligar Carles a fugir a Villach, fins que l'agost de 1552 l'arxiduc Ferran I d'Àustria, va concloure la pau de Passau, per la qual va acceptar formalment la confessió luterana, confirmada pel mateix emperador a la pau d'Augsburg de 1555.

## Abdicació i herència

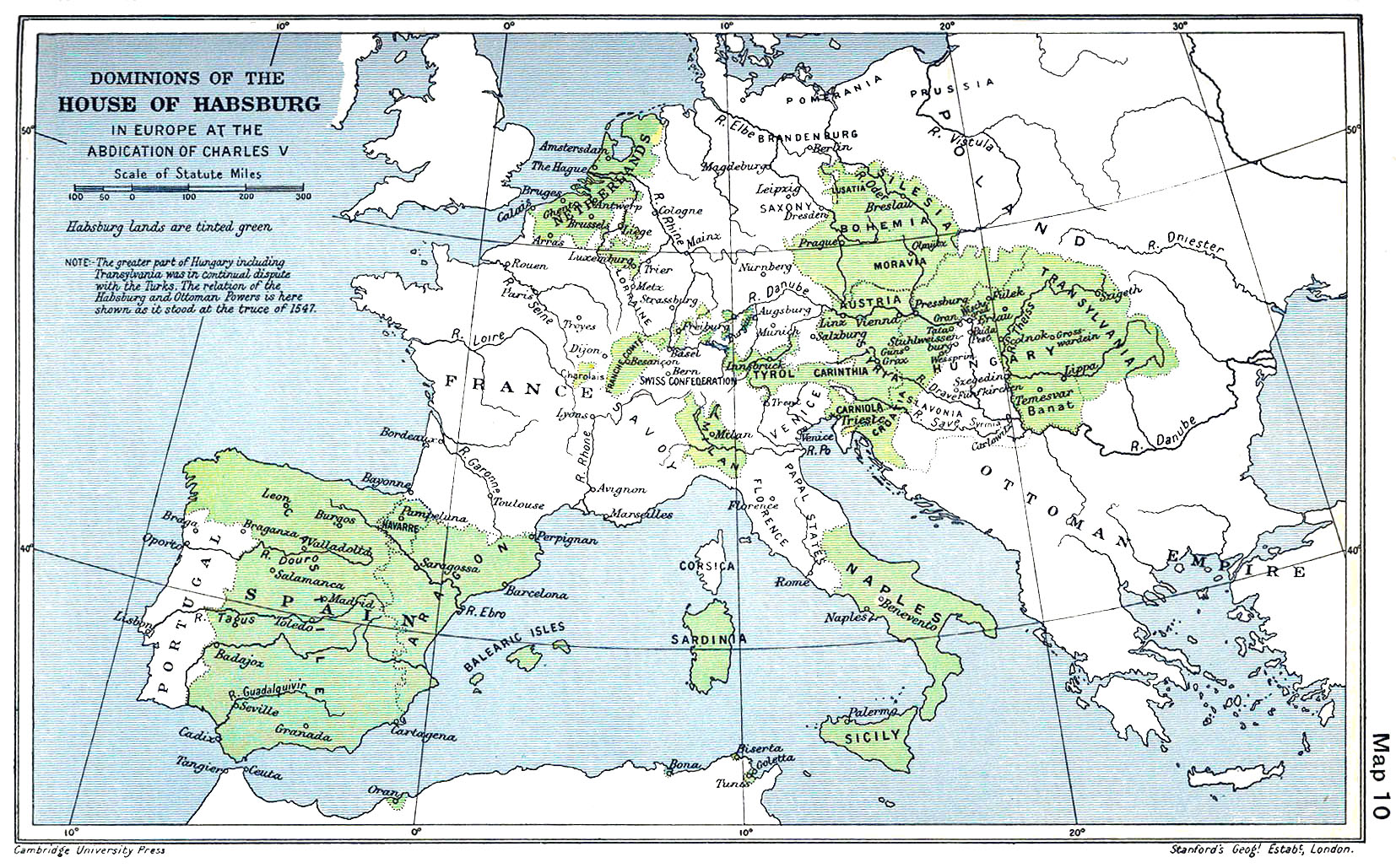
Possessions de Carles I a Europa en el moment d'abdicar

Pel Tractat de Chambord del 1552, Enric II de França va aconseguir l'aliança dels prínceps protestants d'Alemanya contra l'emperador, i fou autoritzat a prendre Metz, Toul i Verdun. Carles, que estava preparant la seva abdicació, amb el Tractat de Vaucelles va buscar la pau amb França i concloure una treva de cinc anys. El tractat va reconèixer les noves possessions franceses (els bisbats de Metz, Toul i Verdun, moltes places fortes entre Luxemburg i Flandes, i possessions diverses al Piemont, al centre de la Itàlia i Còrsega).
Cansat de les nombroses guerres, durant les abdicacions de Brussel·les, el 1554 Carles va cedir la corona del Regne de Nàpols al seu fill Felip, i el 1555 ja gran i cansat, va decidir renunciar a més territoris en favor del seu fill, abdicant a Brussel·les com a Sobirà Gran Mestre de l'Orde del Toisó d'Or el 22 d'octubre, i el 25 d'octubre en una grandiosa i ostentosa cerimònia davant desenes de convidats va abdicar com a sobirà dels Països Baixos dels Habsburg. El 16 de gener de 1556 l'emperador, a les seves habitacions privades a Brussel·les i sense cap cerimònia, va cedir a Felip la Corona dels Castella, Aragó, Navarra, Sardenya, Sicília i les Índies, i la renúncia al Comtat de Borgonya va tenir lloc el 10 de juny de 1556. La corona imperial el 17 de gener de 1556 fou cedida al seu germà Ferran I per les pressions d'aquest. Durant la seva joventut Felip viatjà a Alemanya per conèixer el territori i en la seva visita no despertà grans simpaties entre les classes governants del país. Després de les abdicacions va retornar a Castella i el dia 3 de febrer de 1557 es va recloure al monestir de Yuste, Càceres, on va morir el 21 de setembre de 1558.
A la mort de Carles Flandes i el Franc Comtat passaren a Felip II per tal de separar els territoris imperials del seu oncle Ferran I del Regne de França. Els Països Baixos espanyols foren governats per la seva germanastra Margarida de Parma, i el Ducat de Milà. A diferència de Nàpols i el Milanesat, els Països Baixos mai es van identificar del tot com a espanyols, ja que la seva incorporació tan sols era de l'any 1518, quan Carles I va heretar dels seus avis els Països Baixos, en canvi Nàpols feia dos segles que era governada per la Corona d'Aragó o per membres de l'arrel aragonesa. Al seu testament va reconèixer el seu fill, Joan d'Àustria com a fill seu nascut de la relació extramatrimonial amb Bàrbara Blomberg el 1545.

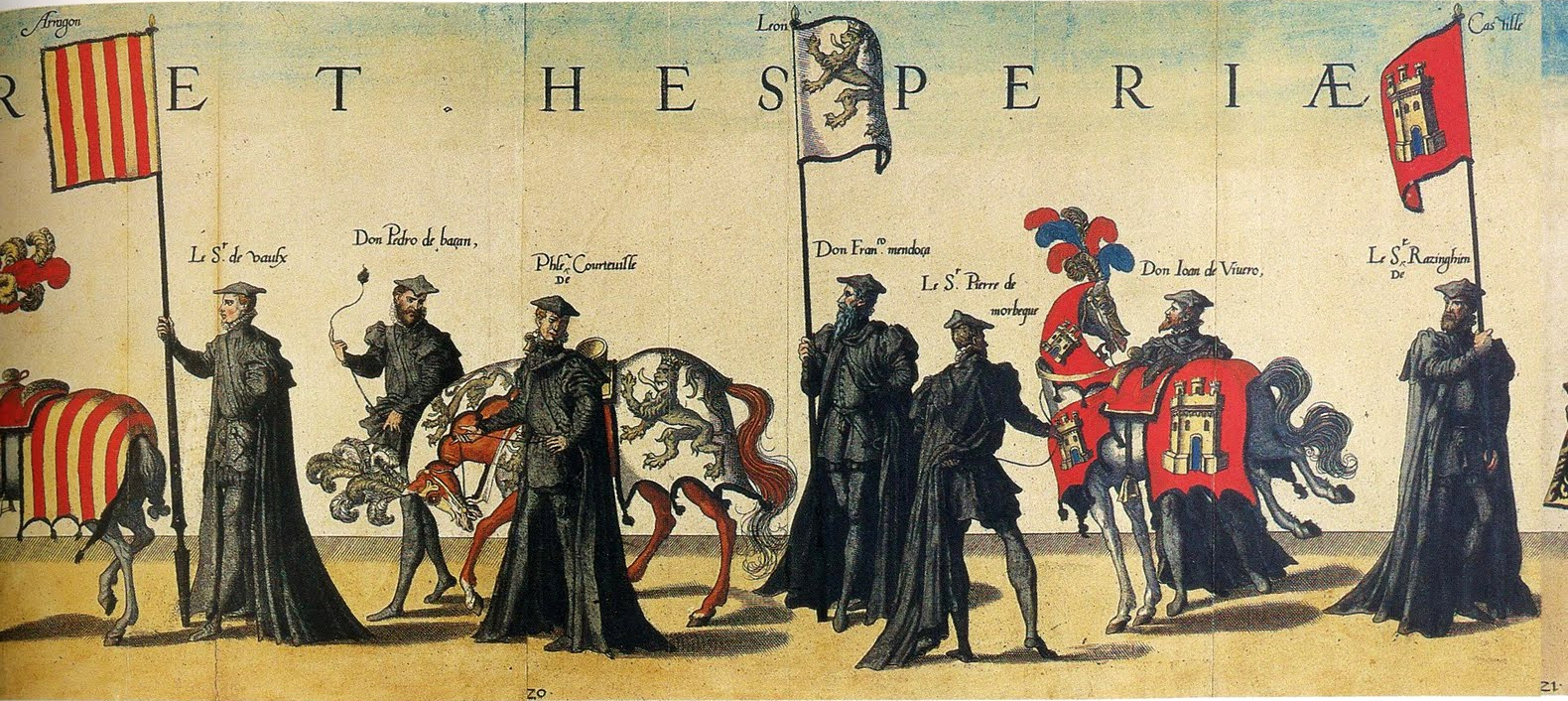
Estendards durant els funerals de Carles I. Jérôme Cock, Funerals de Carles I, Amberes, Cristóbal Plantino, 1559.

El 1573 el rei Felip II va disposar el trasllat de les restes de Carles V i de la infanta Leonor d'Àustria, reina de Portugal, al Monestir d'El Escorial, feina que va ser realitzada pel 5è comte d'Oropesa, Joan Álvarez de Toledo i de Monroi. El taüt de Carles V va ser situat a la Cripta Reial del Monestir d'El Escorial conegut com el Panteó del Reis.

## Títols i successors
- A desembre del 1539: Don Carlos por la divina clemencia Emperador semper Augusto, rey de Alemania, doña Johna su madre, y el mismo don Carlos por la misma gracia reyes de Castilla, de Leon, de Aragon, de las Dos Seçilias, de Jherusalem, de Navarra, de Granada, de Toledo, de Valençia, de Galizia, de Mallorcas, de Sevilla, de Cerdeña, de Cordoba, de Corçega, de Murcia, de Jaen, de los Algarves, de Algezira, de Gibraltar, e de las Yslas de Canaria, de las Indias, Yslas y Tierra Firme del mar Oceano, condes de Barçelona, señores de Vizcaya y de Molina, duques de Atenas y de Neopatria, condes de Ruysellon y de Cerdaña, marqueses de Oristan y de Gociano, archiduques de Austria, duques de Borgona e de Brabante, condes de Flandes e de Tirol.[39]

## Ancestres
|  |                                                 |  |  |  |  |  |  |  |  |  |  |  |  |  |  |  |
|  | 8. Frederic III del Sacre Imperi Romanogermànic |  |  |  |  |  |  |  |  |  |  |  |  |  |  |  |
|  |                                                 |  |  |  |  |  |  |  |  |  |  |  |  |  |  |  |
|  |                                                 |  |  |  |  |  |  |  |  |  |  |  |  |  |  |  |
|  | 4. Maximilià I del Sacre Imperi Romanogermànic  |  |  |  |  |  |  |  |  |  |  |  |  |  |  |  |
|  |                                                 |  |  |  |  |  |  |  |  |  |  |  |  |  |  |  |
|  |                                                 |  |  |  |  |  |  |  |  |  |  |  |  |  |  |  |
|  | 9. Elionor de Portugal i d'Aragó                |  |  |  |  |  |  |  |  |  |  |  |  |  |  |  |
|  |                                                 |  |  |  |  |  |  |  |  |  |  |  |  |  |  |  |
|  |                                                 |  |  |  |  |  |  |  |  |  |  |  |  |  |  |  |
|  | 2. Felip el Bell                                |  |  |  |  |  |  |  |  |  |  |  |  |  |  |  |
|  |                                                 |  |  |  |  |  |  |  |  |  |  |  |  |  |  |  |
|  |                                                 |  |  |  |  |  |  |  |  |  |  |  |  |  |  |  |
|  | 10. Carles I de Borgonya                        |  |  |  |  |  |  |  |  |  |  |  |  |  |  |  |
|  |                                                 |  |  |  |  |  |  |  |  |  |  |  |  |  |  |  |
|  |                                                 |  |  |  |  |  |  |  |  |  |  |  |  |  |  |  |
|  | 5. Maria de Borgonya                            |  |  |  |  |  |  |  |  |  |  |  |  |  |  |  |
|  |                                                 |  |  |  |  |  |  |  |  |  |  |  |  |  |  |  |
|  |                                                 |  |  |  |  |  |  |  |  |  |  |  |  |  |  |  |
|  | 11. Isabel de Borbó i de Borgonya               |  |  |  |  |  |  |  |  |  |  |  |  |  |  |  |
|  |                                                 |  |  |  |  |  |  |  |  |  |  |  |  |  |  |  |
|  |                                                 |  |  |  |  |  |  |  |  |  |  |  |  |  |  |  |
|  | 1. Carles V                                     |  |  |  |  |  |  |  |  |  |  |  |  |  |  |  |
|  |                                                 |  |  |  |  |  |  |  |  |  |  |  |  |  |  |  |
|  |                                                 |  |  |  |  |  |  |  |  |  |  |  |  |  |  |  |
|  | 12. Joan II d'Aragó                             |  |  |  |  |  |  |  |  |  |  |  |  |  |  |  |
|  |                                                 |  |  |  |  |  |  |  |  |  |  |  |  |  |  |  |
|  |                                                 |  |  |  |  |  |  |  |  |  |  |  |  |  |  |  |
|  | 6. Ferran el Catòlic                            |  |  |  |  |  |  |  |  |  |  |  |  |  |  |  |
|  |                                                 |  |  |  |  |  |  |  |  |  |  |  |  |  |  |  |
|  |                                                 |  |  |  |  |  |  |  |  |  |  |  |  |  |  |  |
|  | 13. Joana Enríquez                              |  |  |  |  |  |  |  |  |  |  |  |  |  |  |  |
|  |                                                 |  |  |  |  |  |  |  |  |  |  |  |  |  |  |  |
|  |                                                 |  |  |  |  |  |  |  |  |  |  |  |  |  |  |  |
|  | 3. Joana I de Castella                          |  |  |  |  |  |  |  |  |  |  |  |  |  |  |  |
|  |                                                 |  |  |  |  |  |  |  |  |  |  |  |  |  |  |  |
|  |                                                 |  |  |  |  |  |  |  |  |  |  |  |  |  |  |  |
|  | 14. Joan II de Castella                         |  |  |  |  |  |  |  |  |  |  |  |  |  |  |  |
|  |                                                 |  |  |  |  |  |  |  |  |  |  |  |  |  |  |  |
|  |                                                 |  |  |  |  |  |  |  |  |  |  |  |  |  |  |  |
|  | 7. Isabel I de Castella                         |  |  |  |  |  |  |  |  |  |  |  |  |  |  |  |
|  |                                                 |  |  |  |  |  |  |  |  |  |  |  |  |  |  |  |
|  |                                                 |  |  |  |  |  |  |  |  |  |  |  |  |  |  |  |
|  | 15. Isabel de Portugal i de Bragança            |  |  |  |  |  |  |  |  |  |  |  |  |  |  |  |
|  |                                                 |  |  |  |  |  |  |  |  |  |  |  |  |  |  |  |
|  |                                                 |  |  |  |  |  |  |  |  |  |  |  |  |  |  |  |